# Geist von Kiew

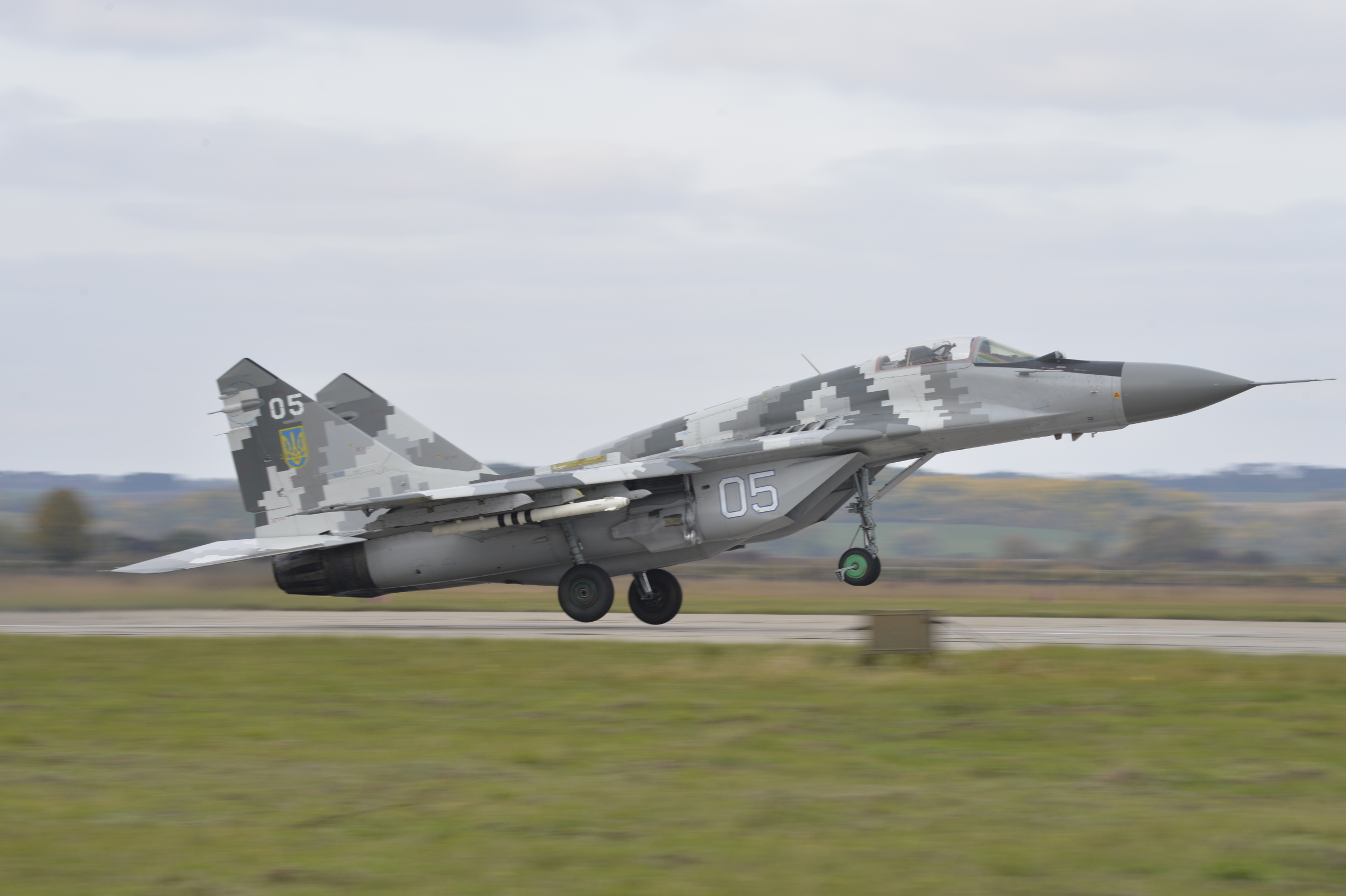
MiG-29 der ukrainischen Luftstreitkräfte im Jahr 2018

Der Geist von Kiew (ukrainisch Привид Києва Pryvyd Kyieva) ist eine moderne Sage um einen angeblichen ukrainischen Piloten einer MiG-29 im russisch-ukrainischen Krieg, die sich Ende Februar 2022 viral in den sozialen Medien verbreitete. Auch der Sicherheitsdienst der Ukraine sprang darauf auf und verbreitete, jener Kampfpilot habe angeblich zehn Flugzeuge der russischen Streitkräfte abgeschossen. Die Superhelden-Geschichte wurde auch im Zusammenhang mit einem Informationskrieg gesehen mit dem Ziel, die Moral der ukrainischen Truppen hochzuhalten. Anfang Mai 2022 erklärte die ukrainische Luftwaffe, dass es den Piloten nicht gab.

## Inhalt

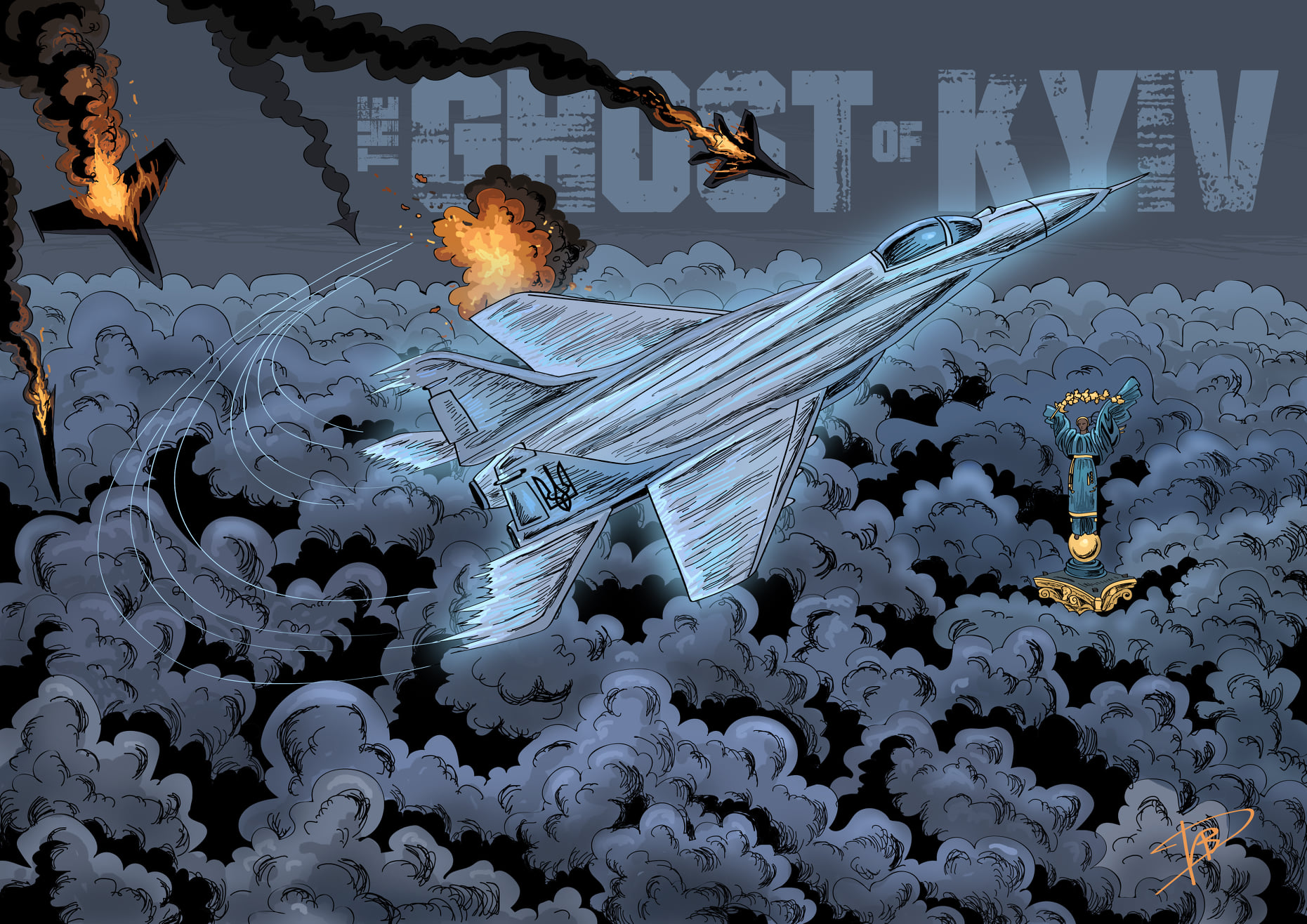
Kunstwerk vom Geist von Kiew

Laut Darstellungen in sozialen Medien soll der Pilot der ukrainischen Luftstreitkräfte allein am ersten Tag der Invasion mehrere russische Flugzeuge abgeschossen haben. Während der ersten Nacht im Kampf um Kiew wurde ihm im Internet zusätzlich der Abschuss von vier Kampfhubschraubern und eines Flugzeugs mit Luftlandetruppen südlich von Kiew zugeschrieben. Laut Zählung in sozialen Medien sollte der Pilot mindestens zwei Su-35, eine Su-27, eine MiG-29 und zwei Su-25 abgeschossen haben. Der ehemalige ukrainische Präsident Petro Poroschenko veröffentlichte in den ersten Kriegstagen auf Twitter ein beliebiges Bild eines Kampfpiloten mit heruntergeklapptem Visier bzw. verdecktem Gesicht und behauptete, dass dies der Geist von Kiew sei. Videos, die angeblich den Geist von Kiew zeigen sollen, wurden auf Plattformen wie Twitter oder YouTube millionenfach angeklickt und zum Teil begeistert kommentiert. Seit Anfang März 2022 wurden sie mit Warnhinweisen versehen.

## Faktenprüfung
Auf Twitter wurde darauf hingewiesen, dass die Abschussrate nicht zur Munitionskapazität einer MiG-29 passe. Laut Experten handelt es sich bei einem in sozialen Medien viel geteilten Video des Geistes von Kiew um ein im Computerspiel Digital Combat Simulator kreiertes Video und bei weiteren in diesem Zusammenhang geposteten Videos und Fotos um einen Hoax. Laut einem Faktencheck von Politifact handelt es sich um Falschmeldungen und Fehlinformationen. Luftfahrtexperten zweifeln daran, dass ein einzelner Kampfpilot sechs Flugzeuge an einem Tag abschießen könne. Das Video sei nicht echt. Der italienische Journalist und ehemalige Pilot der italienischen Luftwaffe, David Cenciotti, bezeichnet die Geschichten um den Geist von Kiew in The Aviationist als bizarre Verzerrungen und Manipulationen von Fakten.

## Tweet des ukrainischen Verteidigungsministeriums
Als das ukrainische Verteidigungsministerium einen Tweet mit einem Bild einer MiG-29 und der Bemerkung absetzte, dass zahlreiche erfahrene Reservisten der Luftwaffe aktiviert worden seien, wurde dies als Versuch gesehen, die ukrainische Moral zu heben.